# Volleybalclub Sneek
Il Volleybalclub Sneek è una società pallavolistica femminile olandese, con sede a Sneek: milita nel campionato olandese di Eredivisie.

## Rosa 2024-2025
| N° | Nome             | Ruolo | Data di nascita   | Nazionalità sportiva |
| -- | ---------------- | ----- | ----------------- | -------------------- |
| 1  | Geldou de Boer   | L     | 26 settembre 1996 | Paesi Bassi          |
| 2  | Rixt Scholten    | S     | 31 dicembre 2003  | Paesi Bassi          |
| 3  | Maaike Heilig    | C     | 5 agosto 2007     | Paesi Bassi          |
| 4  | Fleur Wiersma    | C     | 17 febbraio 2000  | Paesi Bassi          |
| 7  | Nynke Hofstede   | C     | 26 luglio 1997    | Paesi Bassi          |
| 8  | Britt Schreurs   | O     | 2 maggio 1998     | Paesi Bassi          |
| 9  | Iris Oosterbaan  | P     | 27 febbraio 2004  | Paesi Bassi          |
| 11 | Annika de Goede  | O     | 23 agosto 2003    | Paesi Bassi          |
| 12 | Anniek Siebring  | S     | 13 maggio 1997    | Paesi Bassi          |
| 13 | Nynke Oud        | P     | 29 marzo 1994     | Paesi Bassi          |
| 14 | Rixt van der Wal | C     | 3 aprile 2003     | Paesi Bassi          |
| 15 | Sjanet Wijnia    | L     | 17 dicembre 1998  | Paesi Bassi          |
| 21 | Madison Weg      | O     | 28 marzo 1997     | Stati Uniti          |

## Palmarès
- Campionato olandese: 4

2014-15, 2015-16, 2022-23, 2023-24
- Coppa dei Paesi Bassi: 2

2013-14, 2016-17
- Supercoppa olandese: 3

2014, 2015, 2023